# Шебелинка — Білгород — Курськ — Брянськ (ШБКБ)
Шебелинка – Білгород – Курськ – Брянськ (ШБКБ) – один з газопроводів, споруджених для видачі продукції гігантського Шебелинського родовища, розташованого у Харківській області України.
Наприкінці 1950-х ввели в дію трубопровід від Шебелинки, який проходив через Харків, Білгород (сюди ресурс надійшов вже у 1958-му), Курськ, Кроми та завершувався у Брянську, де ресурс передавали до трубопроводу Дашава – Київ – Брянськ – Москва. При цьому південна ділянка останнього була реверсована, так що шебелинський газ зміг надходити до Києва з 1960-го, ще до завершення прямого газопроводу Шебелинка – Київ.
Довжина траси газопроводу становить 507 км. Первісно тут проклали нитку діаметром 700 мм (трубопровід ШБКБ I), яку невдовзі доповнили другою ниткою в діаметрі 800 мм (ШБКБ ІІ). В подальшому ШБКБ ІІ підсилили лупінгом діаметром 1020 мм. Газопровід розрахований на робочий тиск у 5,5 МПа.
Подача додаткового ресурсу до Брянска дозволила у 1965-му ввести в дію газопровід Брянськ – Смоленськ – Верхньодніпровський. Серед розташованих на трасі ШБКБ значних споживачів блакитного палива можливо згадати Харківську ТЕЦ-5, Курську ТЕЦ-1, Орловську ТЕЦ (газ до Орла надходить по перемичці від Кром), Брянську ТЕЦ (виведена з експлуатації у середині 2010-х), Білгородську ТЕЦ.
За чверть століття після запуску Шебелинського родовища з нього вилучили основну частину запасів. Втім, на цей час до європейської частини СРСР вже подали блакитне паливо західносибірського походження, яке надходило газового хабу у Єльці, звідки могло транспортуватись далі по трубопроводах Єлець — Київ, Єлець — Диканька, Єлець — Кривий Ріг. Всі вони проходять через Курськ та можуть забезпечувати ресурсом напрямки Курськ – Брянськ та Курськ – Білгород.
Наразі українська та російська ділянки системи працюють окремо. Українська частина ШБКБ разом з газопроводом Шебелинка – Харків передусім забезпечує ресурсом Харків, при цьому раніше вона могла отримувати ресурс із газопроводу Острогозьк – Шебелинка через перемичку довжиною 10 км та діаметром 720 мм (втім, наразі імпорт за цим маршрутом припинено). Також ШБКБ сполучений з Юліївським газоконденсатним родовище (а також з меншими Коробочкинським, Ракитнянським та Володарським родовищами).
У Росії на початку 2020-х ведеться спорудження лупінгу довжиною 44 км та діаметром 1220 мм, який має забезпечити подачу додаткових обсягів з північного напрямку до Білгорода.